# SimFarm
SimFarm é um jogo de computador, simulador de fazendas criada pela Maxis na década de 1990. Ele é baseado na série original SimCity.
No inicio do jogo você começa com apenas uma fazenda e seu objetivo é expandi-la o máximo possivel, para isso você deve ganhar dinheiro através de plantações e criações de animais. O jogo oferece vários desafios como pragas nas plantações, secas, tragédias, oscilações de mercado, fuga de animais entre outras coisas. Existem vários tipos de plantações, que podem ser expandidas ainda mais através de arquivos externos.